# Индонезия на летних Олимпийских играх 1976
Индонезия принимала участие в Летних Олимпийских играх 1976 года в Монреале (Канада) в шестой раз за свою историю, но не завоевала ни одной медали. Сборную страны представляли 7 участников, из которых 2 женщины.